# مکس فتر
مکس فتر (آلمانی: Max Vetter؛ ۱۷ مارس ۱۸۹۲ – نامشخص) قایقران روئینگ اهل آلمان بود.
وی در مسابقات کشوری و بین‌المللی در مجموع برندهٔ ۱ مدال طلا، ۱ مدال برنز شده‌است.